# Plaça del Forn (Berga)
La plaça del Forn és una plaça de Berga inclosa a l'Inventari del Patrimoni Arquitectònic de Catalunya.

## Descripció
Plaça de planta irregular de petites dimensions, penjada sota del convent de Sant Francesc i flanquejada per petits carrers. La plaça està tancada per alts edificis d'habitatges de tres o quatre pisos d'alçada. Majoritàriament estan construïts a finals del segle xix o principis del segle xx, respectant les construccions anteriors del segle xviii que encara flanquegen la plaça i els carrers veïns. El parament és de carreus de pedra.

## Història
És un dels nuclis més antics de la població, ja esmentat en documentació medieval i que conservà la seva estructura en època moderna. Està situada en un lloc estratègic, entre el carrer Major i l'antic convent de Sant Francesc. Fou durant l'edat mitjana i moderna el nucli principal d'activitats comercials, d'aquí el nom de plaça del Forn, i de trànsit. Els capbreus dels segles xvii i XVIII de les possessions que tenia Sant Pere de Madrona i l'orde militar de Sant Joan de Jerusalem a Berga, esmenten repetidament la plaça i els seus carrers limítrofs, així com les possessions dels senyorius.